# Уусикюля (Сортавальский район)
У́усикюля (фин. Uusikylä) — посёлок в составе Хаапалампинского сельского поселения Сортавальского района Республики Карелия.

## Общие сведения
Посёлок находится в 1 км от автодороги Сортавала — Лахденпохья.

## Население
| 2002 | 2009 | 2010 | 2013 |
| ---- | ---- | ---- | ---- |
| 0    | →0   | ↗2   | →2   |